# وليم لانغويش
وليم لانغويش (بالإنجليزية: William Langewiesche)(من مواليد 12 يونيو 1955) هو كاتب وصحفي أمريكي.
عمل طيارًا محترفًا لسنوات عديدة. ثم مراسلًا دوليًا لمجلة فانيتي فير منذ عام 2006، وفي عام 2019 تم تعيينه كاتبًا متجولًا لمجلة نيويورك تايمز. نشأ لانغويش في برينستون، نيو جيرسي، والتحق بالجامعة في كاليفورنيا، حيث حصل على شهادة في الأنثروبولوجيا الثقافية من جامعة ستانفورد.

## مسيرته المهنية
أمضى الكثير من وقته في وظائف مختلفة في قيادة الطائرات، وهي مهارة اكتسبها بسبب خلفية عائلته. بعد الكلية، انتقل لانغويش إلى مدينة نيويورك وذهب للعمل ككاتب في مجلة Flying، وهي مطبوعة واسعة الانتشار لطياري الطيران العام. وأثناء وجوده هناك كتب تقارير فنية عن خصائص طيران مختلف الطائرات، وتقارير صحفية عن الأشخاص. في منتصف العشرينيات من عمره، استقال من وظيفته من أجل تأليف كتب - واحد غير روائي، وروايتان - لم يتم نشر أي منها. 

### من كتبه
- البازار النووي: نهضة الفقراء النوويين. 2007